# Solca
Solca (deutsch Solka) ist eine Kleinstadt im Kreis Suceava in Rumänien.

## Lage
Solca liegt in der Bukowina am Ostrand des Gebirges Obcina Mare. Die Kreishauptstadt Suceava befindet sich etwa 35 km östlich.

## Geschichte
Solca wurde 1418 – zur Zeit des moldauischen Fürsten Alexandru cel Bun – erstmals urkundlich erwähnt. Von 1612 bis 1622 wurde unter dem Fürsten Ștefan Tomșa II. das Kloster Solca errichtet. Dieses erlangte durch fürstliche Schenkungen einen bedeutsamen Grundbesitz in der Umgebung. Zu seiner Herrschaft gehörten zahlreiche Leibeigene, darunter viele Zigeuner. Nach der Machtübernahme der Österreicher 1774/1775 und den Josephinischen Reformen wurde das Kloster 1785 enteignet und zu einer Dorfkirche umgewidmet, die Leibeigenschaft beendet. Ab 1784 wurde in Solca Steinsalz abgebaut. 1796 entstand eine Brauerei, 1801 eine Pottasche-Siederei und 1802 eine Ziegelei. Am Ende des 18. und am Anfang des 19. Jahrhunderts zogen deutsche Siedler in den Ort.
Nach dem Ersten Weltkrieg gelangte die Bukowina und damit auch Solca zu Rumänien. 1926 wurde der Ort zur Stadt erklärt. 1940 verließen im Ergebnis eines Abkommens zwischen dem Deutschen Reich und Rumänien die meisten Bukowinadeutschen  Solca.
Der wichtigste Erwerbszweige sind die Land- und die Forstwirtschaft.

## Bevölkerung
1930 lebten auf dem Gebiet der heutigen Stadt etwa 1750 Bewohner, davon ca. 1000 Rumänen und 750 Deutsche (Bukowinadeutsche). Bei der Volkszählung 2002 wohnten in Solca 4456 Menschen, unter ihnen 4408 Rumänen, 33 Deutsche und 12 Roma. 2007 – nach der Ausgliederung des Ortes Poieni-Solca – wohnten in Solca noch 2644 Personen.

## Verkehr
Solca verfügt über keinen Bahnanschluss. Es besteht regelmäßiger Busverkehr nach Rădăuți, Câmpulung Moldovenesc und Gura Humorului.

## Sehenswürdigkeiten
- Das Kloster Solca im 17. Jahrhundert errichtet,[9] steht unter Denkmalschutz.[10]
- Brauerei (19. Jahrhundert)

## Geboren in Solca
- Fridolin Zothe (1864–1916), Maler und Zeichner[11]